# Dunraven Pass
Der Dunraven Pass ist ein 2700 m hoher Gebirgspass in der Gallatin Range im US-Bundesstaat Wyoming. Er liegt nördlich von Canyon Village auf der Grand Loop Road im Yellowstone National Park. Er ist sowohl der höchste Pass auf der Grand Loop Road als auch des Yellowstone-Nationalparks.

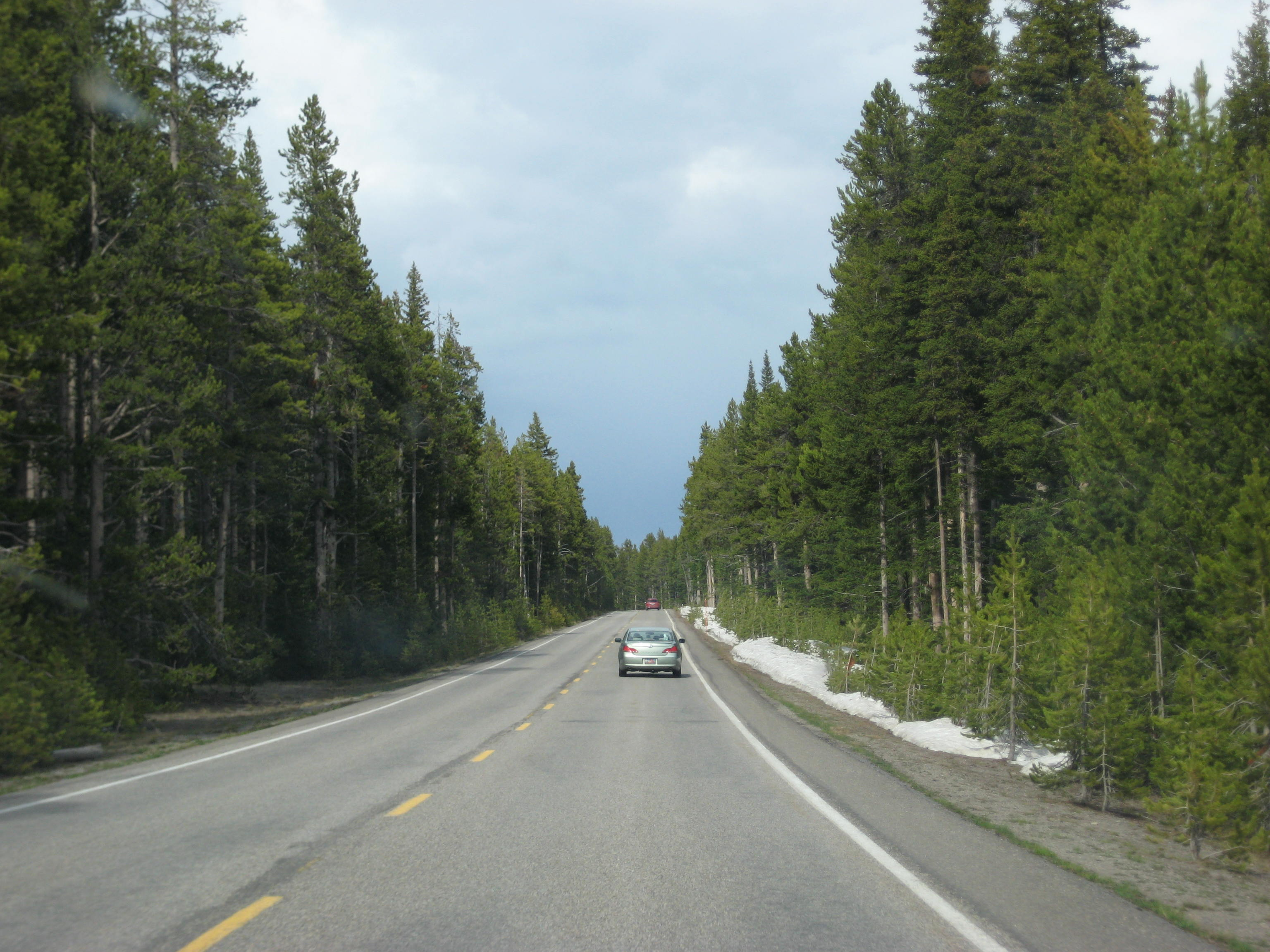
Dunraven Pass

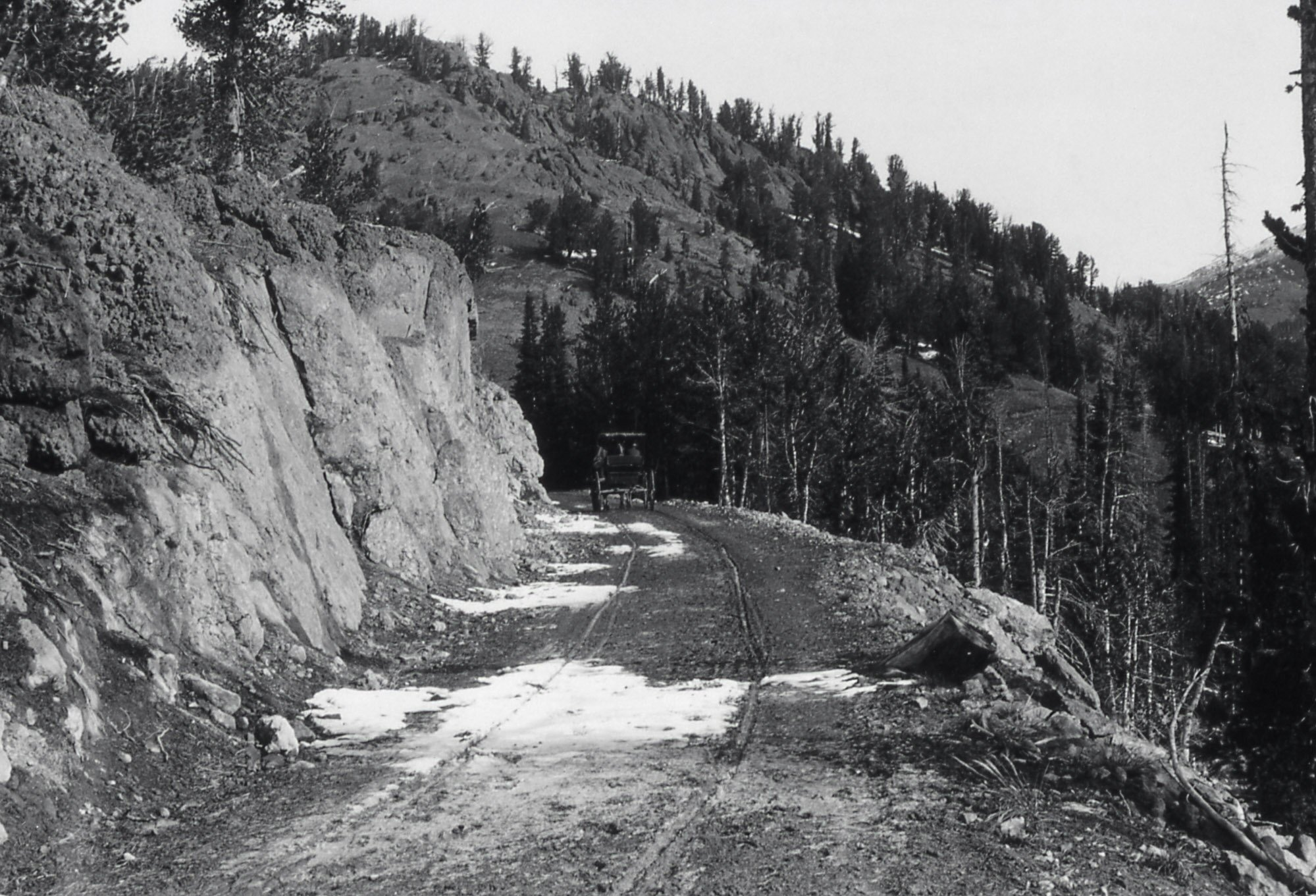
Dunraven Pass, 1918

Im Jahr 1878, während einer Expedition im Park, benannte der Geograph Henry Gannett einen Gipfel westlich des Mount Washburn Dunraven Peak. Im Jahr 1879 wurde der Pass am Fuße des Gipfels von Philetus Norris wegen seiner Nähe zum Dunraven Peak Dunraven Pass genannt.
Der Wanderweg zum bekannten Aussichtsberg Mount Washburn startet am Dunraven Pass.

## Belege
1. ↑  Dunraven Pass (2700 m). Abgerufen am 1. Januar 2021.
2. ↑  Haines, Aubrey L. (1996): Yellowstone Place Names-Mirrors of History. Hrsg.: University Press of Colorado. Niwot, Colorado, ISBN 0-87081-382-X.
3. ↑  Dunraven Pass - Mount Washburn Trail (U.S. National Park Service). Abgerufen am 1. Januar 2021 (englisch).